# Gouvernement Poul Nyrup Rasmussen II
 (août 2023).
Si vous disposez d'ouvrages ou d'articles de référence ou si vous connaissez des sites web de qualité traitant du thème abordé ici, merci de compléter l'article en donnant les références utiles à sa vérifiabilité et en les liant à la section « Notes et références ».
Royaume de Danemark
Nyrup Rasmussen I Nyrup Rasmussen III
Le cabinet Poul Nyrup Rasmussen II (Regeringen Poul Nyrup Rasmussen II, en danois) est le gouvernement du royaume de Danemark entre le 27 septembre 1994 et le 30 décembre 1996, durant la soixante-deuxième législature du Folketing.

## Coalition et historique
Dirigé par le Premier ministre social-démocrate Poul Nyrup Rasmussen, il est formé d'une coalition de centre gauche entre les Sociaux-démocrates (SD), le Parti social-libéral (RV) et les Démocrates du centre (CD), qui disposent ensemble de 75 députés sur 179 au Folketing, soit 41,9 % des sièges. Il bénéficie du soutien du Parti populaire socialiste (SF) et de la Liste de l'unité (EL), qui détiennent ensemble 19 sièges. La majorité gouvernementale dispose donc de 94 députés sur 179 au Folketing, soit 52,5 % des sièges.
Il a été formé à la suite des élections législatives anticipées du 21 septembre 1994 et succède au cabinet Poul Nyrup Rasmussen I, formé de la SD, de la RV, des CD et du Parti populaire chrétien (KFP). À la suite du retrait des centristes, critiques des concessions faites par Nyrup Rasmussen à la EL, il est remplacé par le cabinet Poul Nyrup Rasmussen III, formé des sociaux-démocrates et des radicaux.

## Composition
- Les nouveaux ministres sont indiqués en gras, ceux ayant changé d'attributions en italique.

| Fonction                                                      | Titulaire | Titulaire                                     | Parti |
| ------------------------------------------------------------- | --------- | --------------------------------------------- | ----- |
| Premier ministre                                              |           | Poul Nyrup Rasmussen                          | SD    |
| Ministre de l'Économie Ministre de la Coopération nordique    |           | Marianne Jelved                               | RV    |
| Ministre des Finances                                         |           | Mogens Lykketoft                              | SD    |
| Ministre des Affaires étrangères                              |           | Niels Helveg Petersen                         | RV    |
| Ministre de l'Environnement et de l'Énergie                   |           | Svend Auken                                   | SD    |
| Ministre de la Coopération pour le développement              |           | Poul Nielson                                  | SD    |
| Ministre de l'Éducation                                       |           | Ole Vig Jensen                                | RV    |
| Ministre de l'Intérieur Ministre des Affaires ecclésiastiques |           | Birte Weiss                                   | SD    |
| Ministre du Logement                                          |           | Ole Løvig Simonsen                            | SD    |
| Ministre de la Défense                                        |           | Hans Hækkerup                                 | SD    |
| Ministre de la Recherche                                      |           | Frank Jensen                                  | SD    |
| Ministre des Affaires sociales                                |           | Karen Jespersen                               | SD    |
| Ministre de la Justice                                        |           | Bjørn Westh                                   | SD    |
| Ministre de l'Agriculture et de la Pêche                      |           | Henrik Dam Kristensen                         | SD    |
| Ministre de la Fiscalité                                      |           | Ole Stavad (jusqu'au 01/11/1994) Carsten Koch | SD    |
| Ministre du Commerce                                          |           | Mimi Jakobsen                                 | CD    |
| Ministre des Transports                                       |           | Jan Trøjborg                                  | SD    |
| Ministre de la Culture                                        |           | Jytte Hilden                                  | SD    |
| Ministre du Travail                                           |           | Jytte Andersen                                | SD    |
| Ministre de la Santé                                          |           | Yvonne Herløv Andersen                        | CD    |

## Féminisation du gouvernement
Lors de sa formation, le cabinet contient sept femmes ministres, sur un total de dix-neuf portefeuilles ministériels.